# Kışlacık, Mecitözü
Kışlacık là một xã thuộc huyện Mecitözü, tỉnh Çorum, Thổ Nhĩ Kỳ. Dân số thời điểm năm 2010 là 352 người.